# アンドレイ・チェルカソフ
アンドレイ・ゲンナージエヴィチ・チェルカソフ（ロシア語: Андре́й Генна́диевич Черка́сов, ラテン文字転写: Andrei Gennadievich Cherkasov, 1970年7月4日 - ）は、ソビエト連邦ロシア共和国ウファ出身の男子プロテニス選手。1992年バルセロナ五輪男子シングルス銅メダリスト。シングルス自己最高ランキングは13位。ATPツアーでシングルス2勝を挙げた。彼の名前は、同じソビエト連邦の男子プロテニス選手であるアンドレイ・チェスノコフと混同しやすい。
チェルカソフはジュニア時代、1987年全米オープンジュニア男子シングルス部門でデビッド・ウィートンに敗れた準優勝がある。1988年にプロ入りし、その年から男子テニス国別対抗戦デビスカップソビエト連邦代表選手に選ばれ、同年のソウル五輪男子シングルスにも出場した。1989年全仏オープンで4大大会初出場。1990年にチェルカソフは著しい躍進を遂げ、全豪オープンと全米オープンでベスト8に進出した。初出場の全豪オープンでは、1回戦で日本の松岡修造を破った試合から始まり、準々決勝で第1シードのイワン・レンドルに3-6, 2-6, 3-6で敗れた。全米オープンでは、チェルカソフは3回戦で1989年全仏オープン優勝者のマイケル・チャンを破り、準々決勝でアンドレ・アガシに2-6, 2-6, 3-6のストレートで敗れている。1990年11月に地元ロシアでクレムリン・カップが創設され、チェルカソフは決勝でティム・メイヨットを6-2, 6-1で破ってツアー初優勝を飾り、同大会で第1回男子シングルス優勝者に輝いた。
1991年全仏オープンで初の4回戦に進み、クレムリン・カップで2連覇を達成した。1991年末にソビエト連邦の崩壊が起こり、ウファ出身のチェルカソフはロシア国籍の選手となる。1992年、チェルカソフは全仏オープンでもベスト8に進出し、準々決勝でペトル・コルダに4-6, 7-6, 2-6, 4-6で敗れた。7月のバルセロナ五輪で、チェルカソフはオリンピックのEUN選手団入りし、2度目のオリンピック出場を果たし、男子シングルスの銅メダルを獲得した。準決勝ではスペインのホルディ・アレッセに4-6, 6-7, 6-3, 3-6で敗れたが、当時は3位決定戦がなかったことから、チェルカソフとゴラン・イワニセビッチの2人が銅メダリストになった。
その後チェルカソフの好成績は少なくなり、男子ツアーの優勝は1990年・1991年のクレムリン・カップ2連覇のみで止まってしまう。ウィンブルドン選手権では1勝も挙げられず、1989年-1994年まで6年連続1回戦敗退に終わった。最後の4大大会出場は、1999年全豪オープンであった。彼はATPチャレンジャーツアーやITF男子サーキットで長く現役を続行し、2007年4月まで競技記録を残した。